# 모리스 창
모리스 창(영어: Morris Chang, 중국어: 張忠謀, 병음: Zhāng Zhōngmóu 장중머우[*], 한자음: 장충모; 1931년 7월 10일 ~ )은 미국과 중화민국의 반도체 엔지니어, 기업인이다. 세계 최초의 파운드리 기업인 중화민국의 TSMC를 1987년 2월 21일 창업했고, 전 회장을 역임했다. 중화민국의 반도체산업을 탄생시킨 장본인 중 한명으로, 중화민국 첨단산업의 대부, 중화민국 반도체의 아버지로 불리기도 한다. 1998년 커먼웰스(Ｃommon Ｗealth) 잡지가 선정한 중화민국의 가장 존경받는 기업인, 비즈니스위크의 `아시아의 떠오르는 별' 50인, 97년 비즈니스위크 `올해의 톱경영자 25인' 등에 선정되었다.

## 어린 시절
중국 저장(浙江)성 닝보(寧波)의 중국은행가의 부유한 집안에서 태어났다. 그의 가족은 국공내전, 중일전쟁 등을 피해 그가 고등학교를 졸업할 때까지 광저우 등 중국 내 6개 도시를 전전하며 학교를 9차례나 옮기다가, 홍콩을 거쳐 미국으로 이민했다. 1949년 하버드 대학에 입학한 뒤, 어릴때부터 철학과 인문학에 관심이많고, 호메로스와 셰익스피어의 작품에 완전히 심취해 작가를 꿈꾸었다. 하지만 가족을 부양해야 한다는 현실적 이유로 인해 자신의 진로를 엔지니어로 바꾼 뒤, MIT로 편입한다. MIT에서 기계공학 학사 (1952년), 석사 (1953년) 학위를 받았다.

## 미국 반도체 기업 재직
석사 졸업 후에는 포드자동차 입사시험에 합격했고 이곳에 가기를 희망하였으나, 더 높은 급여를 약속한 전력공급장치 제조사 실바니아 일렉트로룩스에 취직해 3년 간 일하였다. 1958년 텍사스 인스트루먼트(TI)로 이직하여, 20년간 근무하며 1972년 반도체 부문 부사장, 숙적 IBM을 2위로 밀어낸 공고를 인정받아 1978년 그룹 전체 부사장 자리까지 올랐다. 이는 당시 글로벌 기업에서 근무하던 중국인 중 최고위직이었다. TI에 재직 중 회사의 지원 하에, 스탠퍼드대학원에서 전기공학 박사학위를 받았다.
1983년 제너럴 인스트루먼트(GI)로 이적하여, 최고운영책임자(COO)로서 연구개발(R&D)을 담당했다.

## TSMC창립
중화민국 정부로부터 대만산업기술연구원(ITRI) 원장직 제안을 받고, 1985년 중화민국으로 옮겼다. 당시 중화민국은 경제 성장 중 1979년 터진 2차 오일쇼크로 인해 경제 위기를 맞은 직후였다. 이후 그는 중화민국의 산업 구조가 팹리스 업체로부터 제조를 위탁받아 생산을 전담하는 파운드리 사업이라는 새로운 사업 모델에 적합하다고 판단하였다. 이를 실현하기 위해, 1987년 2월 56세의 나이에 TSMC(타이완반도체제조회사)를 창업했다. TSMC의 창립 연원에 대한 또 다른 설명으로는 중화민국 정부가 반도체 생산 공기업을 설립하기로 결정하고 이를 이끌 인재로 모리스 창을 낙점했다는 설명도 존재한다. 여하튼 이후 브로드컴, 마벨, 엔비디아 등의 업체가 TSMC에 반도체 주문 제작을 의뢰하기 시작했다. 2019년 기준 TSMC는 애플, 퀄컴 등 대기업을 포함한 499개 고객사로부터 10,761개의 서로 다른 제품을 생산했으며, 당해년도 매출액은 1조 699억 8,545만 중화민국달러 (약 43조 8,052억원)이다.
창업 당시 자본금 2억 2,000만달러는 정부와 외국인 투자자로부터 절반씩 유치했다. 이후 TSMC는 1990년대 민영화가 되었다. 중화민국 정부의 현재 지분은 (국가개발기금 등) 6.4%이다. 2017년 5월 TSMC가 타이완 증권거래소에 제출한 보고서에 따르면, 모리스 창 본인과 가족들이 회사의 지분 0.5%를 보유하고 있다.
1989년 이건희 당시 삼성전자 회장과 중화민국에서 가진 만남에서 영입 제안을 받은 적이 있다고 2017년 닛케이아시안리뷰와의 인터뷰에서 밝혀졌다. 그에 따르면, 이는 이 회장이 중화민국이 자체 칩 기술을 발전시키거나 반도체 회사를 설립하는 것을 원하지 않았기 때문인 것으로 보였다.

## 은퇴와 복귀
2005년 74세에 고령을 이유로 은퇴했다. 하지만 2009년 금융 위기로 인해 매출이 급락하자 다시 회사에 복직했다. 복귀 이후 해고직원 복귀 및 투자 확대를 실시했다. 15억 달러(약 1조 8,480억원)로 줄였던 연간 투자 규모를 2개월 만에 19억달러로 늘려 잡았다. 2010년 1월에는 TSMC 사상 최대 규모인 48억달러 상당 투자계획을 발표했다. 또한 TSMC는 2009년부터 매년 약 100억 달러를 들여 첨단 시설을 신설했고, 연구 개발 비중도 매출의 8%로 높였다. 2019년에도 이 비중을 유지하며 914억 1,900만 대만달러(3조 7,408억원)를 연구개발에 투자했다.
그의 투자 확대 전략은 성공을 거둔 것으로 평가된다. 2010년 TSMC 매출액은 전년 대비 41.9% 늘어난 4,195억 대만달러(17조 1,659억원)를 기록했다. 이후 2018년 87세의 나이로 은퇴했다. 2018년에는 차이잉원 총통에 의해 APEC 중화 타이베이 대표로 임명되었다.